# O Expresso de Chicago
'Silver Streak' (bra/prt: O Expresso de Chicago) é um filme norte-americano de 1976, do gênero comédia, dirigido por Arthur Hiller e estrelado por Gene Wilder, Jill Clayburgh e Richard Pryor.

## Produção
Primeira parceria entre Gene Wilder e Richard Pryor, e uma das melhores ou até mesmo a melhor, O Expresso de Chicago foi um sucesso tão grande que abriu caminho para outras três colaborações entre estes atores: Stir Crazy (1980), See No Evil, Hear No Evil (1989) e Another You (1991).
A história, de fundo hitchcockiano, mistura habilmente comédia, romance, ação e mistério, graças ao ritmo intenso de uma farsa clássica imposto pelo diretor Arthur Hiller.
Um dos pontos altos, politicamente incorreto para os tempos atuais, acontece quando Pryor tenta ensinar a Wilder, "o mais branco dos brancos", como agir como um negro.
Além de uma indicação ao Oscar, pela mixagem do som, o filme deu a Gene Wilder uma indicação ao Globo de Ouro de melhor ator de comédias. O filme também é considerado por Ken Wlaschin um dos melhores da carreira de Jill Clayburgh.

## Sinopse
George, tímido executivo do ramos de livros, toma o trem com destino a Chicago, na expectativa de uma viagem sossegada e relaxante. Ele inicia um romance com Hilly, secretária de um especialista em arte, e as coisas começam a ficar estranhas quando presencia o especialista ser expelido do comboio. Ao que tudo indica, o sujeito possuía provas que exporiam uma quadrilha de falsificadores, liderada pelo gentil criminoso Devereau. Testemunha do crime, George é atirado para fora do trem, mas consegue persegui-lo ora por automóvel ora por avião, tendo por companhia o vigarista Grover que o tirara da prisão onde fora parar graças a um xerife.

## Principais premiações
| Patrocinador                                            | Prêmio       | Categoria                                      | Situação |
| ------------------------------------------------------- | ------------ | ---------------------------------------------- | -------- |
| Academia de Artes e Ciências Cinematográficas           | Oscar        | Melhor Mixagem de Som                          | Indicado |
| Associação de Correspondentes Estrangeiros de Hollywood | Golden Globe | Melhor Ator - Comédia ou Musical (Gene Wilder) | Indicado |
| Writers Guild of America                                | WGA          | Melhor Roteiro - Comédia                       | Indicado |

## Elenco
| Ator/Atriz         | Personagem      |
| ------------------ | --------------- |
| Gene Wilder        | George          |
| Jill Clayburgh     | Hilly           |
| Richard Pryor      | Grover          |
| Patrick McGoohan   | Devereau        |
| Ned Beatty         | Detetive Sweet  |
| Clifton James      | Xerife Chauncey |
| Ray Walston        | Whiney          |
| Stefan Gierasch    | Professor       |
| Len Birman         | Chefe           |
| Valerie Curtin     | Jane            |
| Lucille Benson     | Rita Babtree    |
| Scatman Crothers   | Ralston         |
| Richard Kiel       | Reace           |
| Fred Willard       | Jerry Jarvis    |
| Delos V. Smith Jr. | Burt            |